# ميجان سبنسر
ميجان سبنسر (بالإنجليزية: Megan Spencer)‏ هي ناقدة سينمائية أسترالية، ولدت في 1966.

## وصلات خارجية
- ميجان سبنسر على موقع IMDb (الإنجليزية)
- ميجان سبنسر على موقع روتن توميتوز (الإنجليزية)
- ميجان سبنسر على موقع كينوبويسك (الروسية)